# Dag des oordeels

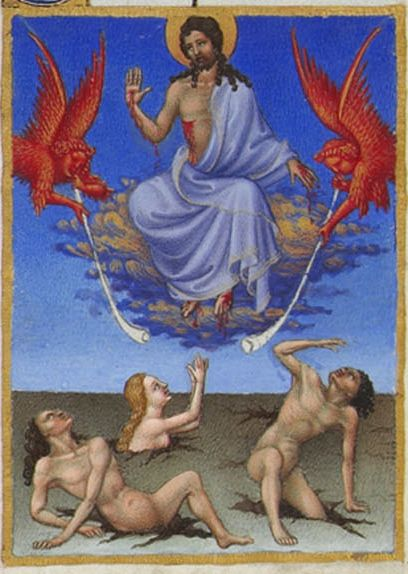
Laatste Oordeel. 15e eeuw. Afkomstig uit Très Riches Heures du duc de Berry.

De dag des oordeels, jongste dag of het laatste oordeel is in het zoroastrisme en de abrahamitische religies (jodendom, christendom en islam) de dag waarop over alle mensen een oordeel geveld zal worden door God.

## Zoroastrisme
Het zoroastrisme, gesticht door de Iraanse profeet Zarathustra, leert dat de ziel na de dood drie nachten wacht bij het graf en op de vierde dag naar de Brug van de Vergelder gaat, waar de daden van de persoon worden gewogen. Als het goede zwaarder weegt dan het slechte, al is het maar een klein beetje, kan de ziel de brug naar de hemel oversteken; als de slechte daden zwaarder wegen dan de goede, wordt de brug te smal voor de ziel om over te steken, en stort ze zich in de koude en donkere afgrond van de hel. Dit is echter niet het einde, want er zal een definitieve omverwerping zijn van Angra Mainyu, de vorst van de demonen, door Ahura Mazda, de 'Wijze Heer', die alle mensen zal doen herleven, een laatste oordeel zal voorzitten en de wereld zal herstellen tot goedheid.

## Jodendom
In het jodendom is sprake van een "dag van JHWH" (jôm jhwh), een motief dat de hoop uitdrukt dat God zijn tegenstanders zal verslaan, maar degenen zal redden die hem trouw zijn, en zo de gerechtigheid zal helpen een doorbraak te bereiken. De wortels hiervan liggen in de politiek-militaire sfeer. De meest opvallende verhalen van de vroege Israëlieten met de god JHWH in dit verband betreffen bevrijding van superieure vijanden: van de Egyptenaren bij de Rode Zee (Exodus 14), van de Kanaänieten bij Gibeon (Jozua 10) en in het dal van Kison (Rechters 4). Dergelijke overweldigende ervaringen van bevrijding in de begintijd bepaalden in toenemende mate het godsbeeld van de Israëlieten.
Blijkbaar waren het met name profeten die in crisissituaties een beroep deden op het beproefde vermogen en de bereidheid van JHWH om zijn onderdrukte volk te hulp te komen. Voorbeelden hiervan zijn Elisa en anonieme profeten in de Aramese oorlogen van het 9e eeuw v.Chr. (1 Koningen 20; 2 Koningen 6) of Jesaja in de Syrisch-Efraïmitische Oorlog 734-733 v.Chr. (Jesaja 7:1-9) of een profetische stem in de late 7e, de "Assyrische eeuw" (Jesaja 9:3 - met verwijzing naar de "dag [jôm] van Midjan": Gideons overwinning op de Midjanieten in Rechters 6). Het kan ook gaan om een aantal andere profeten tegen verschillende vijanden, bijvoorbeeld Babylonië (Jesaja 13:6.9), Egypte (Jeremia 46:10; Ezechiël 30:3) of Edom (Jesaja 34:8). De topos van JHWH's "dag" werd steeds meer iets universeels. In zo'n context wordt het optreden van JHWH tegen de hele wereld van volkeren, die duidelijk als vijandig wordt ervaren, herhaaldelijk verwacht (Joël 4:14; Sefanja 3:8; Zacharia 14:1).
De suggestie van een expliciete dag des oordeels komt pas voor in het zeer late boek Daniël (hellenistische periode): "Velen van hen die slapen in de aarde, in het stof, zullen ontwaken, sommigen om eeuwig te leven, anderen om voor eeuwig te worden veracht en verafschuwd" (Daniël 12:2). Deze ontwikkeling hield verband met het martelaarschap van Joodse gelovigen in de tijd van Antiochus IV Epifanes. Deelnemers aan de Makkabese opstand zouden worden beloond met het eeuwige leven (2 Makkabeeën 7:14).

### Amos
In tegenstelling tot de hoop op een heilzame "dag van JHWH", zijn er teksten in de Hebreeuwse Bijbel die het omschrijven als een dag van onheil. De eerste die deze prikkelende nieuwe visie ontwikkelde, was blijkbaar Amos. In zijn ogen zal de jôm jhwh niet "licht" maar "duisternis" zijn, hoogstens schijnbare en tijdelijke verlossing brengen, maar uiteindelijk rampspoed en dood (Amos 5:18-20). De reden voor deze perversie ligt in het feit dat Israël zijn God zo woedend heeft gemaakt dat het geen hulp meer hoeft te verwachten, alleen oordeel. Dit is waar het Boek van Amos over gaat, van de eerste tot (bijna) de laatste regel.

### Jesaja
De lijn van Amos gaat verder in de profetische literatuur. In het boek Jesaja staat een gedicht (Jesaja 2:6-19) dat de dag van JHWH beschrijft als een tussenkomst tegen alles wat zichzelf machtig en verheven acht en waarvan het refrein verkondigt: "Op die dag zal de HEER van de hemelse machten
zich keren tegen ieder die hoogmoedig is en trots, tegen ieder die zich verheven acht – ze worden vernederd!" (Jesaja 2:11-17). Elders worden heersende kringen in het land gewaarschuwd: "Maar wat doen jullie op de dag van de vergelding, wanneer ver weg de storm opsteekt? Bij wie zoeken jullie dan je toevlucht, waar laten jullie je rijkdom?" (Jesaja 10:3). Nauwelijks verhuld wordt de vernietigende aanval van de Assyriërs hier geïnterpreteerd als de "Dag (van JHWH)".
In Trito-Jesaja zijn deze verwachtingen verder uitgewerkt tot een oordeelsdag van God, waarop Hij recht spreekt over al wat leeft (Jesaja 66:16).

### Sefanja
In de profetie van Sefanja is de jôm jhwh het basisthema. De "dag" vormt het dertienvoudig terugkerende leidmotief van een hele verzencompositie (Sefanja 1:4-16). Een voor een wordt Gods oordeel aangekondigd aan allen die zich verzetten tegen zijn wil tot gerechtigheid: de geestelijkheid, de ambtenaren van de koning en de zonen van de koning, de kooplieden, de rijke oversten, het leger. Samenvattend wordt de "Dag van JHWH" als volgt beschreven:
Die dag zal een dag zijn van razernij,

een dag van angst en benauwdheid,

een dag van verderf en verwoesting,

een dag van duisternis en donkerte,

een dag van dreigende, donkere wolken ...— Sefanja 1:15
De hier gebruikte sombere beeldtaal kan zijn achtergrond hebben in het Assyrische (bij)geloof. Het motief van jôm jhwh is echter, inclusief zijn negatieve wending, echt Bijbels en profetisch. Sefanja maakt het motief (omgekeerd) ook positief – zij het in een zeer terughoudende en beperkte vorm: alleen de armen op het land, en ook zij slechts in beperkte mate, hebben een kans om gespaard te blijven op de dag van JHWH: "Zoek de HEER, jullie in het land die nederig zijn en naar zijn wetten leven, zoek rechtvaardigheid, zoek nederigheid: misschien vinden jullie een schuilplaats op de dag van de toorn van de HEER" (Sefanja 2:3).

### Joël
Nog meer uitgesproken dan Sefanja ontwikkelt het boek Joël een dubbel perspectief op de "dag van JHWH": enerzijds als een dag van onheil, anderzijds als een dag van verlossing. In het eerste deel van zijn geschrift verschijnt een sprinkhanenplaag als het begin van de "grote en ontzagwekkende dag van JHWH" (Joël 2:11; vgl. Joël 1:15; 2:1). Het beeld van de vraatzuchtige beesten die in golven vallen, toont de verwoesting veroorzaakt door vijandige legers zoals Juda, tot aan de trieste climax van de verwoesting van Jeruzalem in 586 v.Chr., keer op keer ervaren. (Deze traumatische gebeurtenis wordt ook in andere ballingschapsteksten geïnterpreteerd als JHWH's dag: Klaagliederen 1:12; 2:1,21; Obadja 12-15). In het tweede deel van Joël slaat de stemming echter om. Allereerst wordt beloofd dat JHWH zijn Geest zal uitstorten over oud en jong, hoog en laag (Joël 3). Op deze manier wordt Juda voorbereid op de komst van de "grote en verschrikkelijke dag van JHWH" die al is aangekondigd in bloed, vuur, rook en zonsverduistering. Maar deze keer zal er op Zion een toevluchtsoord zijn voor iedereen die "de naam van JHWH aanroept" en "JHWH aanroept" (Joël 3:3-5). Aan de andere kant zullen de vijanden van Juda, die al zo lang hebben gezegevierd en zich opnieuw voorbereiden op een grote aanval (Joël 4:1-12), op de dag van JHWH, wanneer de 'zon en maan verduisteren, sterren hun glas doven en JHWH brult vanaf de Zion', hun fiasco ervaren (Joël 4:15-21).
In het werelddrama van het boek Joël duiken de einde-van-de-wereld-scenario's op, die latere visionairs en kunstenaars in steeds vlammender kleuren schilderden op de sombere luchten van hun respectievelijke tijden. Ondanks de huiveringwekkende beelden en composities van Dies irae, dies illa bleef de drijfveer van de jôm jhwh verwachting (en uiteindelijk van de gehele joodse en christelijke eindtijdverwachting) niet morbide fantasieën over angst en perverse lust naar catastrofe, maar in verlangen wachten op gerechtigheid. Wat nu zo erg gemist wordt - dat God zijn tegenstanders overwint en zijn getrouwen neemt - zal eindelijk uitkomen in het "Laatste Oordeel".

## Christendom
Het christendom leert dat iedereen bij de wederkomst van Jezus door God zal worden geoordeeld.

### Nieuwe Testament

#### Synoptische evangeliën
Volgens het Nieuwe Testament kondigde Johannes de Doper een ophanden zijnde oordeel aan (Matteüs 3:12; Marcus 1:4; Lucas 3:17). Jezus' boodschap sloot hier volgens de synoptische evangeliën bij aan en waarschuwde voor een oordeel en het vuur van Gehenna (Matteüs 5:22-30; 7:21-23; 10:15,28,33; 11:20-22; 12:36-37; 13:47-50; 23:13-15; 24:36,45-51). Verdiensten hebben geen nut (Lucas 17:7-10), de wet is de standaard, dat wil zeggen: de wet van de liefde. Het oordeel kan worden voltrokken door God (Matteüs 10:32-33) of door Jezus zelf (Matteüs 7:22-23) en betreft zowel Joden als heidenen (Matteüs 25:32), want iedereen is God verantwoording verschuldigd. Jezus belooft genade (Marcus 2:9; Lucas 7:36-50), dus zijn leerlingen kunnen uitzien naar de dag des oordeels en bidden voor de komst van het koninkrijk van God en om vergeving (Matteüs 6:10,12). Jezus predikte dat hij de toekomstige rechter zou zijn (Marcus 14:62), een cruciaal concept, want als dit niet klopt is zijn prediking zinloos. Als het wel klopt, is de situatie van de mens zinloos en ondraaglijk behalve door zijn vergevende woord.

#### Paulus
Paulus kondigde een aanstaande dag des oordeels van Gods rechtvaardige oordeel (Romeinen 2:1-16). Allen komen te staan voor Christus' rechterstoel (2 Korintiërs 5:10). "Vanuit de hemel openbaart Gods toorn zich over al het kwaad en onrecht van hen die met hun onrechtvaardigheid de waarheid geweld aandoen" (Romeinen 1:18-32), maar Zijn goedheid geeft ruimte voor berouw (Romeinen 2:4). Het definitieve oordeel ligt nog in de toekomst en maakt de vraag van rechtvaardiging cruciaal in het menselijk leven. Het antwoord ligt in de verzoening door Christus (Romeinen 5:9-10). Op basis daarvan kunnen zondaars er zeker van zijn het oordeel te overleven (Romeinen 8:31-39; 1 Korintiërs 3:15).

#### Johannes
Ook Johannes verwachtte een laatste oordeel wanneer de doden worden opgewekt (Johannes 5:28-29; 1 Johannes 4:17). Het oordeel wordt uitgesproken door de Zoon (Johannes 5:22). Jezus kwam om te redden, niet om te oordelen (Johannes 3:17), maar zijn woord zal toch een oordeel vellen op de laatste dag (Johannes 12:48). De gelovigen zullen niet worden geoordeeld (Johannes 5:24), dus zij hoeven de dag des oordeels niet te vrezen (1 Johannes 4:17).

#### Petrus en Hebreeën
Volgens 1 Petrus 4:17 begint het oordeel bij Gods eigen mensen, maar treft uiteindelijk alleen de onrechtvaardigen (2 Petrus 2:9) en goddelozen (2 Petrus 3:7). Hebreeën bevat een waarschuwing het oordeel niet te licht op te nemen (10:26-31) en een aansporing om God met eerbied en ontzag te dienen, want "God is een verterend vuur!" (12:28-29).

#### Openbaring
De Openbaring van Johannes schildert een huiveringwekkend beeld van het oordeel (Openbaring 20:11-15) en de kerken worden er serieus voor gewaarschuwd (Openbaring 2-3).

### Katholicisme
Het geloof in het Laatste Oordeel (vaak in verband gebracht met het algemene oordeel) is stevig verankerd in het katholicisme. Onmiddellijk na de dood ondergaat elke persoon het persoonlijk oordeel en gaat, afhankelijk van iemands gedrag op aarde, naar de hemel, het vagevuur of de hel. Degenen in het vagevuur zullen altijd de hemel bereiken, maar degenen in de hel zullen daar voor eeuwig zijn.
Volgens de Catechismus van de Katholieke Kerk zal het Laatste Oordeel plaatsvinden na de opstanding van de doden en "ons 'sterfelijke lichaam' zal weer tot leven komen". Het Laatste Oordeel wordt uitgesproken met de wederkomst van Jezus, in zijn glorie en alle engelen met hem; in zijn aanwezigheid zal de waarheid van ieders daden worden onthuld, en elke persoon die ooit heeft geleefd zal met volmaakte gerechtigheid worden geoordeeld. De gelovigen die waardig worden bevonden en degenen die onwetend waren over de leer van Christus en die de ingevingen van hun geweten volgden, zullen eeuwige gelukzaligheid binnengaan, en degenen die als onwaardig worden beoordeeld, zullen eeuwige verdoemenis ondergaan.
Een doorslaggevende factor in het Laatste Oordeel zal de vraag zijn of iemand tijdens zijn leven fysieke werken van barmhartigheid heeft beoefend. Deze tellen als belangrijke daden van naastenliefde. Om die reden, en op basis van de Bijbelse bronnen (Matteüs 25:31-46), komt de combinatie van het Laatste Oordeel en de werken van barmhartigheid zeer vaak voor in de christelijke beeldende kunst.
Voor het Laatste Oordeel zullen allen worden opgewekt. Degenen die in het vagevuur waren, zullen al gezuiverd zijn, wat betekent dat ze al in de hemel zouden zijn vrijgelaten, en dus zullen ze, net als degenen in de hemel en de hel, herrijzen met hun lichaam, waarop het Laatste Oordeel volgt.

### Chiliasme

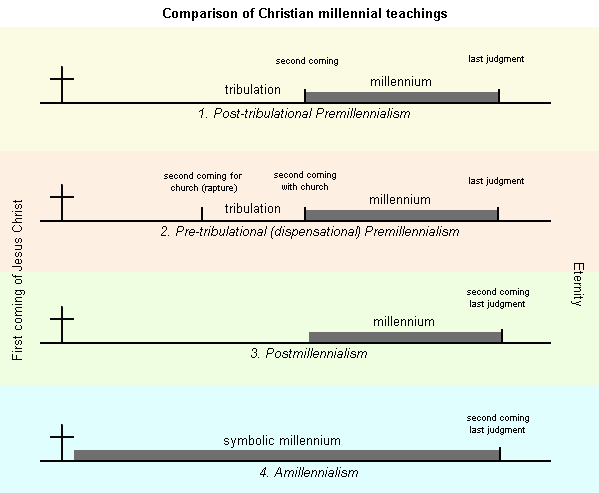
Verschillende visies op de wederkomst van Jezus en het Laatste Oordeel

In het chiliasme of millennialisme zijn er verschillende opvattingen wanneer het Laatste Oordeel plaatsvindt:
1. In het premillennialisme (zoals bij Jehova's getuigen) gelooft men dat eerst de wederkomst van Jezus plaatsvindt, het koninkrijk van God vervolgens 1.000 jaar (millennium) heerst en vindt dan het Laatste Oordeel plaats.
2. In het postmillennialisme heerst eerst het koninkrijk van God 1.000 jaar en vinden dan zowel de wederkomst van Jezus als het Laatste Oordeel plaats.
3. De meeste grote Kerken zijn amillennialistisch, nemen het duizendjarige koninkrijk symbolisch en geloven ook dat ergens in de toekomst de wederkomst van Jezus als het Laatste Oordeel plaatsvinden.

### Christelijke kunst

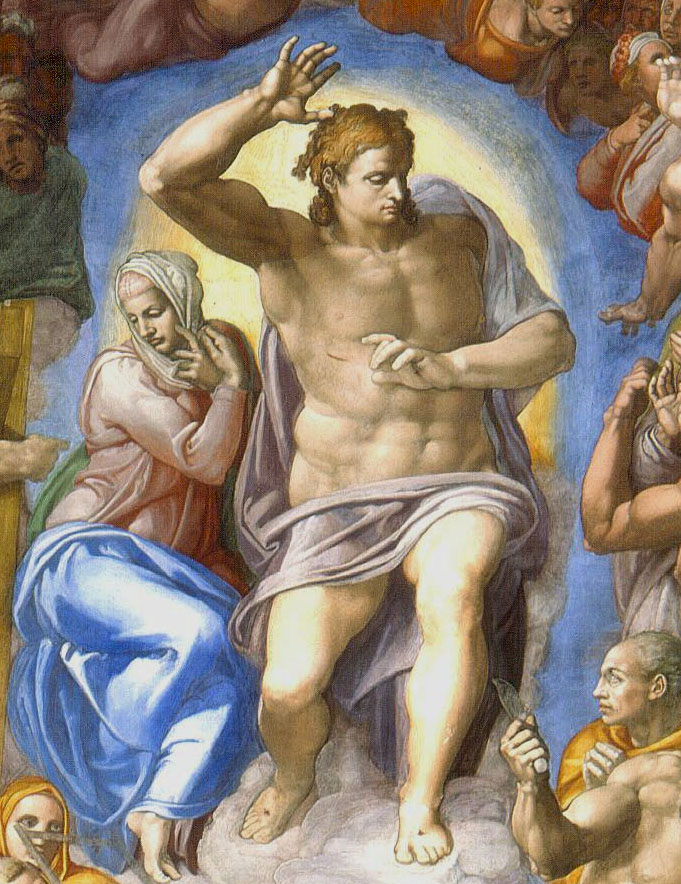
Detail uit Het laatste oordeel van Michelangelo

In de vroegchristelijke kunst is de voorstelling die van Christus als rechter, de opstanding van de doden, het wegen van zielen, de scheiding van de geredden en de verdoemden, en voorstellingen van hemel en hel. Later produceerden romaanse kunstenaars een vreselijker visioen van het Laatste Oordeel: Christus wordt afgebeeld als een strenge rechter, soms met een zwaard in de hand en omringd door de vier mystieke beesten - adelaar, leeuw, os en gevleugelde man - van de apocalyps; het contrast tussen paradijs en hel is tussen het ontzagwekkende en het woeste. In de zachtere, meer humanistische kunst van de gotische periode wordt een mooie Christus afgebeeld als de Verlosser, zijn rechterzijde niet gedrapeerd om de wond van de lans te onthullen en beide gewonde handen hoog geheven in een gebaar dat zijn offer benadrukt. Hij wordt omringd door de instrumenten van zijn Passie: kruis, spijkers, lans en doornenkroon. De voorbidders worden hersteld en de scène van het Laatste Oordeel wordt met optimisme behandeld. In de 16e eeuw produceerde Michelangelo een radicaal andere versie in zijn fresco Het laatste oordeel in de Sixtijnse Kapel in het Vaticaan (1533-1541): een wraakzuchtige Christus gebaart dreigend naar de verdoemden.

## Islam
In de Koran is sprake van een eindtijd en wordt de Dag des oordeels (Yawm al-Qīyāmah) verschillende malen genoemd. De Hadith Sahieh van Al-Bukhari vermeldt wat er in grote lijnen op de Dag des Oordeels gebeurt. Na de dood leven de zielen verder in een tussenstadium, de barzakh. Enkel wanneer alle mensen en djinns gestorven zijn zal de 'Dag des Oordeels' plaatsvinden. Dan wordt bepaald waar iedereen zijn plaats in het Akhirah toegewezen krijgt.
Op die dag zullen de martelaren (shahied) en enkele van de sahaba direct hun plaats in de hemelse tuinen van het Paradijs (djannah) krijgen. De anderen die uit het graf worden opgewekt zullen ondervraagd worden door de engelen Nakir en Munkar. Daarna zal de overledene een boek krijgen waarin zijn leven is opgetekend. De rechtvaardigen zullen het in hun rechterhand ontvangen en gaan vervolgens direct door naar de paradijselijke tuinen van de engel Reduan. De onrechtvaardigen ontvangen het in hun linkerhand en gaan door naar de hel, djahannam, daar waar de engel Maalik heerst.
In verschillende ayaat zijn verwijzingen te vinden naar de Laatste Dag. In soera De Rook 10 is sprake van de rook die de hemel zal afgeven op deze Dag. Ook in andere soera's, zoals soera De Resurrectie 75, soera De Splijting 82, soera De Uiteenscheuring 84 en soera De Onoverkomelijke Gebeurtenis 56 zijn vertellingen over en verwijzingen naar de Laatste Dag.